# Spinilophus armatus
A Spinilophus armatus a porcos halak (Chondrichthyes) osztályának sasrájaalakúak (Myliobatiformes) rendjébe, ezen belül az Urolophidae családjába tartozó faj.
Manapság nemének az egyetlen faja, de korábban az Urolophus nembe volt besorolva, Urolophus armatus név alatt.

## Előfordulása
A Spinilophus armatus előfordulási területe kizárólag a Csendes-óceán nyugati felének a középső részére korlátozódik. Eddig, csak a Bismarck-szigetek vizeiben vették észre, de meglehet, hogy Új-Guinea partmentéin is jelen van.

## Megjelenése
Ez a porcoshal a rájáknak egy kisebb méretű képviselője. A típuspéldány egy fiatal hím, amely kifogásakor csak 17,4 centiméteres volt. A mellúszóinak köszönhetően, kerekített megjelenése van, bár az orránál kissé kihegyesedik. A farkán méregtüske ül.

## Életmódja
Trópusi porcoshal-faj, amely a tengerfenék alján tartózkodik.